# Tomasz Mineyko
Tomasz Mineyko (ur. w 1730, zm. w 1834 w Dubnikach) – pisarz ziemski i polityk I Rzeczypospolitej. Był posłem na Sejm Czteroletni, starostą stokliskim, senatorem wileńskim, a także członkiem Deputacji Centralnej Wielkiego Księstwa Litewskiego.

## Życiorys
Był synem Franciszka Mineyki i bratem Rafała, również urodzonego w 1730 roku. Pieczętował się herbem Gozdawa.
Został nominowany na stanowisko starosty stokliskiego. Przejął tę funkcję po Józefie Bouffale. W 1785 roku został po zgromadzeniu w Kownie wybrany na pisarza ziemskiego. Został także wybrany posłem na Sejm Czteroletni. Był członkiem pierwszej polskiej partii politycznej, Stowarzyszenia Przyjaciół Konstytucji 3 Maja. 3 maja 1791 roku, jako senator wileński, brał udział w głosowaniu nad uchwaleniem konstytucji 3 maja. Działał na rzecz opozycji wymierzonej w Hugona Kołłątaja, który próbował odebrać wyłączność głosowania szlachcie.
Brał czynny udział w insurekcji kościuszkowskiej. Został także członkiem Deputacji Centralnej Wielkiego Księstwa Litewskiego. W 1795 roku został wybrany na przewodniczącego ziemiaństwa litewskiego. W 1808 roku kupił majątek Dubniki (w okolicach Wornian).

## Życie prywatne
23 stycznia 1776 roku ożenił się z Antoniną Przesmycką, para miała czwórkę dzieci – Józefa, Wincentego, Magdalenę oraz Michała.